# Zswap
zswap — модуль ядра Linux, который сжимает данные, перехватывая попытки записи страниц памяти в swap-раздел на диске.
Интегрирован в поставку ядра начиная с версии 3.11. Использует алгоритмы сжатия, предоставляемые модулем Linux Crypto API.
zswap увеличивает скорость подкачки страниц памяти в системе путём предотвращения подкачки страниц на физический диск, сжимая страницы и размещая их в оперативной памяти до тех пор, пока не появится необходимость использовать реальный файл подкачки на жёстком диске. При выгрузке страниц в файл подкачки страницы памяти не сжимаются. Фактически zswap является модулем кэширования страниц памяти. За счет того, что сжатая страница кэшируется в памяти и даже может быть никогда не выгружена в файл подкачки, уменьшается количество операций ввода-вывода. В следствии, также уменьшается износ физических носителей, что особенно актуально для SSD.